# Dianthidium pudicum
Dianthidium pudicum är en biart som först beskrevs av Ezra Townsend Cresson 1879.  Dianthidium pudicum ingår i släktet Dianthidium och familjen buksamlarbin.

## Underarter
Arten delas in i följande underarter:
- D. p. consimile
- D. p. pudicum

## Beskrivning
Arten är svart med ljusa markeringar, som varierar mellan de två underarterna. På bakkroppen tar markeringarna formen av tvärband. D. pudicum consimile har markeringar som varierar i färg från blekgult till orangegult, medan D. pudicum pudicum har vita till krämfärgade teckningar, som kan variera betydligt i form och utsträckning. Vissa hanar av den senare underarten kan ha rödaktiga markeringar på de två första tergiterna (bakkroppssegmenten).

## Ekologi
Dianthidium pudicum är en generalist som besöker blommande växter från många familjer, som oleanderväxter, korgblommiga växter, strävbladiga växter, ärtväxter, jordröksväxter, ratanhiaväxter (Krameriaceae) och kransblommiga växter.
Av de två underarterna är D. p. pudicum i högre grad en höglandsart, och går vanligtvis över 1 500 m.

### Fortplantning
Arten är ett solitärt, det vill säga icke samhällsbildande bi där varje hona själv sörjer för sin avkomma. Hon bygger ett bo av småsten och kåda i fördjupningar i marken eller på stensidor, fält och andra öppna platser. Färgen är ofta anpassad till substratet. Varje bo innehåller mellan 2 och 8 larvceller, med ett ägg i varje tillsammans med en klump av pollen som ska tjäna till föda åt larven. Det förekommer att larverna parasiteras av ett flertal andra insekter.

## Utbredning
Utbredningsområdet omfattar framför allt västra Nordamerika från Alberta och British Columbia i Kanada, till Sonora och Baja California i Mexiko, även om fynd gjorts så långt österut som North och South Dakota i USA. Av de två underarterna finns D. pudicum consimile främst i Arizona, Kalifornien och Baja California, medan D. pudicum pudicum förekommer i provinser och delstater som Alberta, British Columbia, Arizona, Kalifornien, Colorado, Idaho, Montana, Nevada, Oregon, Utah, Washington, Wyoming, Sonora samt North och South Dakota.